# باول كولينز (رسام)
باول كولينز (بالإنجليزية: Paul Collins)‏ هو رسام أمريكي، ولد في 11 ديسمبر 1936.